# Ave Satani
Ave Satani ist ein von Jerry Goldsmith komponiertes Filmthema zum Film Das Omen (1976). Während der komplette Soundtrack bei der Oscarverleihung 1977 den Oscar für die beste Filmmusik gewann, war das Titelstück für den Besten Song nominiert, unterlag jedoch Evergreen (Love Theme – A Star Is Born) aus A Star Is Born.

## Hintergrund
Jerry Goldsmith komponierte die Filmmusik zum Okkult-Horrorfilm Das Omen, der von einem Kind namens Damien handelt, das der Antichrist sein soll. Für das Stück Ave Satani ließ er sich von Gregorianischer Chorgesang, wie er bei Messen gesungen wird, inspirieren. Goldsmiths Intention war es, diesen Gesang zu invertieren. zusammen mit einem ungenannten Chormeister schrieben sie eine Art Gegentext mit einem satanischen Thema. der Titel selbst lässt sich mit „Heil Luzifer“ oder eben „Heil Satan“ übersetzen. Die Zeilen sind Latein gehalten und werden zunächst als einstimmiger Chor vorgetragen. Allerdings enthält das Latein einige Fehler.
| Originaltext              | Korrekter Text        | Übersetzung            |
| ------------------------- | --------------------- | ---------------------- |
| sanguis bibimus           | sanguinem bibimus     | Wir trinken das Blut   |
| corpus edimus             | corpus edimus         | Wir essen den Leib     |
| tolle corpus Satani       | tolle corpus Satanae  | Erhebe dich, Satan!    |
| ave, ave Versus Christus! | avē, avē Antichriste! | Heil, heil Antichrist! |
| ave Satani!               | avē Satana!           | Heil Satan!            |

Etwa ab der Mitte teilt sich der Chor, so dass Alt und Sopran die Harmonien vorgeben und Bass und Tenor den eigentlichen Text vortragen. Der Titel des Stücks wird von einer hohen Frauenstimme einzeln gesungen. Der Rhythmus ist Trochäus, was dem Stück einen hetzenden, treibenden Charakter verleiht. Musikalisch wird das Thema von Dies Irae, der Totensequenz in der klassischen römischen Messe, invertiert. Das Originalstück wurde und wird ebenfalls gerne in Horrorfilmen verwendet, so in Die Teufel (1971) von Ken Russell und später in Stanley Kubricks Shining (1980). Die Musik wird von Geigen und Trompeten des National Philharmonic Orchestra unter Leitung von Lionel Newman vorgetragen. Die Orchestration übernahm Arthur Morton.

## Veröffentlichung
Das Lied erschien als erster Titel auf dem offiziellen Soundtrack zum Film.

## Oscarverleihung 1977
Goldsmith wurde bei der Oscarverleihung 1977 sowohl für die beste Filmmusik, als auch für den besten Filmsong nominiert. ursprünglich wollte er der Veranstaltung fernbleiben, da er annahm, ignoriert zu werden. Schließlich gewann er den begehrten Filmpreis für den kompletten Score des Films. Ave Satani unterlag dagegen Evergreen (Love Theme – A Star Is Born) aus A Star Is Born.

## Coverversionen
2001 veröffentlichte die Supergroup Fantômas eine Version des Songs auf ihrem Album The Director’s Cut unter dem Titel The Omen (Ave Satani) mit geringfügig abweichenden Text. 2004 erschien eine weitere Version von der Gruppe Gregorian auf dem Album The Dark Side.
Neben den Coverversionen wurde der Originaltitel häufig als Intro verwendet. So benutzten beispielsweise Death SS den Song als Intro für ihre Liveshows. 1999 spielten sie auf dem Album ...E Tu Vivrai Nel Terrore eine eigene Version ein. Auch Machine Head verwendeten das Filmthema als Intro für ihre Konzerte, nachzuhören auf dem Livealbum Elegies. Die Industrialband Genocide Organ verwendete den Song als Sample auf ihrem Album Leichenlinie.
Für das gleichnamige Remake zu Das Omen 2006 schrieb Marco Beltrami die Musik und widmete seinen Soundtrack Goldsmith. Er verwendete dabei jedoch nur wenige Elemente des Originalscores. So ist Ave Satani in einer rückwärts gesungenen Version zu hören.